# Centrum für internationale Migration und Entwicklung

Das Logo der Arbeitsgemeinschaft

Das Centrum für internationale Migration und Entwicklung (CIM) ist eine Arbeitsgemeinschaft aus der Zentralen Auslands- und Fachvermittlung (ZAV) der Bundesagentur für Arbeit (BA) und der Deutschen Gesellschaft für Internationale Zusammenarbeit (GIZ) mit Sitz in Eschborn nahe Frankfurt am Main und wurde 1980 gegründet.
Es hat im Wesentlichen die Aufgabe, Fach- und Führungskräfte in entwicklungspolitisch wichtige Arbeitsstellen in klassische Entwicklungsländer bzw. Transformationsländer Osteuropas zu vermitteln. Die Organisation bietet dabei zwei Programme an:
- das Programm Integrierte Fachkräfte (IF-Programm), das sich an deutsche und EU-Fach- und Führungskräfte richtet, die einen Einsatz im Rahmen der Entwicklungszusammenarbeit suchen,
- das Programm Migration für Entwicklung  (PME) setzt innovative Angebote für Migranten um, die in ihr Heimatland zurückkehren oder von Deutschland aus einen Beitrag  zur Entwicklung ihres Heimatlandes leisten möchten.

In beiden Programmen bietet die Organisation den vermittelten Personen finanzielle Zuschüsse an. Diese Mittel werden vom Bundesministerium für wirtschaftliche Zusammenarbeit und Entwicklung (BMZ) zur Verfügung gestellt.

## Programm integrierte Fachkräfte
Das Programm integrierte Fachkräfte ermöglicht staatlichen und privaten Einrichtungen der Entwicklungsländer, der Staaten Mittel- und Osteuropas und der Nachfolgestaaten auf dem Gebiet der ehemaligen Sowjetunion, vorübergehende Personalengpässe durch eine zeitlich begrenzte Beschäftigung von Fachkräften zu überbrücken. Voraussetzung für die Vermittlung einer integrierten Fachkraft ist, dass die Tätigkeit einen Beitrag zur Entwicklung des Partnerlandes leistet. Vermittelt werden Fachkräfte, die die deutsche Staatsangehörigkeit oder die eines anderen Mitgliedstaates der Europäischen Union besitzen. Diese Fachkräfte werden grundsätzlich auf dem deutschen Arbeitsmarkt gewonnen und treten in ein Arbeitsverhältnis mit den einheimischen Arbeitgebern, die ihnen ortsübliche Gehälter zahlen. Durch die Integration der Fachkräfte in die Organisation und die Arbeitsabläufe der Arbeit gebenden Institution bleibt die Eigenständigkeit und Verantwortung des Arbeitgebers voll erhalten. Über CIM erhalten die integrierten Fachkräfte zu ihrem örtlichen Gehalt aus Bundesmitteln einen Gehaltszuschuss sowie Zuschüsse zur sozialen Sicherung und zur Vorbereitung auf ihre Tätigkeit im Partnerland. Nach Beendigung ihrer Arbeit können sie im Falle von Arbeitslosigkeit eine Übergangshilfe für ihre berufliche Wiedereingliederung in Deutschland erhalten.

## Programm Migration für Entwicklung

### Angebot für Rückkehrende Fachkräfte
Dieses Programm unterstützt gezielt die berufliche Reintegration von rückkehrinteressierten Nachwuchs- und berufserfahrenen Fachkräften aus Entwicklungs- und Schwellenländern, die sich in Deutschland beruflich qualifiziert haben und in ihre Heimatländer zurückkehren möchten. Im Vordergrund steht dabei die Vermittlung von qualifiziertem Personal in Bereiche, die für die Entwicklung des jeweiligen Landes von besonderer Bedeutung sind. Neben Beratungs- und Vermittlungsdienstleistungen werden rückkehrinteressierten Fachkräften unter bestimmten Voraussetzungen auch finanzielle Förderungen angeboten. Arbeitgebern werden Serviceleistungen wie beispielsweise die Unterstützung bei der Bewerbersuche angeboten.

### Angebot zur Förderung des Engagements von Migrantenorganisationen
Gefördert werden Migrantenorganisationen, die durch eigene Projekte die Lebensumstände der Menschen in ihren Herkunftsländern verbessern.

### Angebot Migranten als Unternehmer
Migranten, die ein Unternehmen gründen wollen, werden beraten und auf eine selbständige Existenzgründung durch entsprechende Seminare vorbereitet und begleitet. Derzeit erstreckt sich das Angebot auf Marokko, Kamerun, Tunesien, Ghana, Kolumbien und Georgien.

### Migration und Politikberatung
Die Organisation berät Regierungen in den Partnerländern bei der Verbesserung ihrer Migrationspolitik, zum Beispiel durch EU-Mobilitätspartnerschaften.

## Art der Arbeitsverhältnisse
Die von der Organisation angeworbenen Fachkräfte werden nicht durch das CIM als Arbeitgeber nach bundesdeutschen Standards beschäftigt, sondern von einem Arbeitgeber des Ziellandes in ein ortsübliches Arbeitsverhältnis übernommen. Die Beteiligung und Eigenverantwortung der ausländischen Partner ist ein zentraler Aspekt des Programms „Integrierte Fachkräfte“. Das Programm kann daher nicht der Entsendung von Fachkräften gleichgesetzt werden. Die Eigenverantwortung der angeworbenen Fachkräfte gegenüber ihrer eigenen sozialen Absicherung ist ebenfalls ein zentraler Aspekt des Programms „Integrierte Fachkräfte“. Die Organisation zahlt Zuschüsse zum lokalen Gehalt, die das Gesamteinkommen auf ein marktübliches Niveau heben. Diese Zuschüsse sind im Herkunftsland der Fachkraft, in aller Regel der Bundesrepublik Deutschland meist steuerpflichtig: Bei Beibehaltung eines Wohnsitzes in Deutschland weil sie nicht durch eine spezielle Steuerbefreiungsvorschrift ausgenommen sind. Bei Aufgabe des Wohnsitzes und damit beschränkter Steuerpflicht weil sie in aller Regel Einkünfte im Sinne von § 49 Nr. 4b EStG darstellen. Dies liegt daran, dass das CIM zu fast 100 % vom BMZ finanziert wird und damit die Zuschüsse als indirekt von einer inländischen öffentlichen Kasse bezogen gelten. In Einzelfällen kann aufgrund eines Doppelbesteuerungsabkommens mit dem Einsatzland diese beschränkte Steuerpflicht entfallen. Diese sehr komplizierte Materie sollte in jedem Fall genau vor Ausreise geprüft werden. Andernfalls kann der vermeintliche Einkommensgewinn der Fachkräfte zu einem bösen Erwachen nach der Rückkehr führen. FG- und BFH-Urteile zeigen dies anschaulich. Die steuerliche Situation der integrierten Fachkräfte ist gesetzlich nicht zufriedenstellend geregelt. 
Die Organisation berät die Fachkräfte vor der Ausreise in Form schriftlicher Information und persönlicher Beratungsgespräche ausführlich zur sozialen Absicherung (Arbeitslosen-, Renten-, Kranken-, Unfall-, Berufsunfähigkeitsversicherung) und beteiligt sich auf Wunsch an den entstehenden Kosten für mögliche Pflichtversicherungen und freiwillige Versicherungen. Der Umfang dieser Beteiligungen ist jedoch nicht gleichzusetzen mit den Leistungen deutscher Arbeitgeber. CIM rät den Fachkräften deshalb, sich auch von den zuständigen Stellen (Bundesagentur für Arbeit, Krankenversicherung, Rentenversicherungsträger) noch einmal individuell beraten zu lassen.
Laut Geschäftsbericht 2005 geben 19 % der von CIM vermittelten Fachkräfte als Status vor ihrer Ausreise arbeitslos an, 26,8 % selbständig. Nach dem Auslandseinsatz erhalten die Fachkräfte vom CIM als freiwillige Leistung ein zeitlich befristetes Übergangsgeld, sollten sie nicht sofort wieder eine geeignete Beschäftigung finden. Bei längeren Aufenthalten wirkt sich mit zeitlicher Verzögerung die verkürzte Zeit der Rentenzahlung durch niedrigere Rentenansprüche aus, wenn die Rentenversicherung nicht weitergeführt wurde. Für den Fall, dass eine Tätigkeit im Zielland aus Krankheitsgründen aufgegeben werden muss, sind die Fachkräfte ohne soziale Ansprüche, die aus Sozialversicherungen zum Tragen kommen könnten, wenn hier keine Vorkehrung, z. B. in Form einer Anwartschaft, eigenverantwortlich getroffen wurde.
Wirtschaftlich interessant ist eine Auslandstätigkeit über das CIM für junge Fachkräfte, etwa unmittelbar nach ihrem Berufsabschluss. Diese können ihre erste Berufserfahrung dann im Zielland sammeln. Die 54 Mio. Euro Fördergelder des CIM (Stand 2007) werden primär aus Bundesmitteln (Titel 685 08) finanziert.

## Sicherheitsaspekte
Die Organisation ist eine Arbeitsgemeinschaft der Deutschen Gesellschaft für Internationale Zusammenarbeit (GIZ) mit der Bundesagentur für Arbeit und als Stabsstelle der GIZ unternehmenspolitisch an diese angegliedert. Deshalb wird CIM auch durch die GIZ-Büros in den Partnerländern vertreten. Im Falle von eintretenden Krisen sind die von CIM vermittelten Fachkräfte deshalb auch in die Sicherheitsmaßnahmen der GIZ miteingebunden. Für die durch CIM vermittelten Fachkräfte besteht in einigen Zielländern eine problematische Sicherheitslage. Da sie nicht offiziell im Auftrag einer deutschen Entwicklungshilfeorganisation tätig sind, tritt für sie im Krisenfall das Auswärtige Amt als unterstützende Institution ein. Insbesondere in der Region Naher und Mittlerer Osten ist die Situation für deutsche Fachkräfte besonders sicherheitsrelevant, speziell im Fall der Zusammenarbeit mit Regierungsorganisationen.